# Mikhail Vasilyevich Alekseyev
Mikhail Vasiliyevich Alekseyev (tiếng Nga: Алексеев, Михаил Васильевич), sinh ngày 3 tháng 11 năm 1857 mất ngày 25 tháng 9 năm 1918, là đại tướng của đế quốc Nga. Ông tham gia thế chiến thứ nhất và cuộc nội chiến Nga.